# Casadamunt
Casadamunt és una masia al terme de Vidrà (Osona) inclosa a l'Inventari del Patrimoni Arquitectònic de Catalunya.

## Arquitectura
Masia de planta quadrada amb un cos quadrat afegit a la cara sud. La teulada és de teula àrab a dues vessants i consta de planta baixa, pis i golfes. Els materials són: pedra recoberta parcialment amb argamassa i embigats de roure. Té la façana principal al sud, a la qual s'hi accedeix des d'una era de cairons que abasta la cara sud i la de ponent. L'estructura interna és la pròpia d'una masia: planta destinada a magatzem i corrals, mentre el pis és destinat a contenir l'habitatge i golfes. La casa forma part d'un considerable conjunt agrari integrat per granges, coberts, graners, etc., i es troba en ple rendiment.

## Història
El cos original de la masia data del 1659, essent destacable una llinda de la porta d'accés en la que llegim "Ramon Casademunt ha fet aquesta casa". Posteriorment hauria estat objecte d'una ampliació, amb la construcció d'un petit cobert, el 1700. Darrerament ha estat rehabilitada, amb la reconstrucció de les teulades, tot utilitzant materials moderns que desllueixen considerablement el conjunt. La construcció d'un balcó a la façana de ponent i l'embigat de pòrtland de la teulada són lamentables. La resta del conjunt o complexa està format per edificacions de nova construcció, resultant un conjunt estèticament eclèctic, però, amb tot, funcional.